# August Friedrich Wilhelm Crome
August Friedrich Wilhelm Crome (Sengwarden, 8 giugno 1753 – Rödelheim, 11 giugno 1833) è stato un economista e statistico tedesco, noto soprattutto per la sua Producten-Karte von Europa del 1782, dove utilizza quelli che vengono ora chiamati cartogrammi.

## Scritti
- Von dem Verhältnisse des Erziehers zu seinen Zöglingen und deren Eltern, 1779
- Neue Productenkarte von Europa, 1782
- Europens Produkte. Zum Gebrauch der neuen Produkten-Karte von Europa, 1782
- Etwas über die Größe, Volksmenge, Klima und Fruchtbarkeit des Nord-Amerikanischen Frei-Staats, 1783
- Handbuch für Kaufleute, 1784, mehrere Auflagen
- Über die Größe und Bevölkerung der sämtlichen europäischen Staaten, 1785
- Die Wahlcapitulation des römischen Kaisers, Leopold des Zweiten und Franz des Zweiten, 1794
- Die Staatsverwaltung von Toskana unter der Regierung seiner königlichen Hoheit Leopold II., 1795/1797
- Germanien. Eine Zeitschrift für Staatsrecht, Politik und Statistik von Deutschland, 1808 - 1811
- Deutschlands Crise und Rettung im April und May 1813, 1813
- Deutschlands und Europens Staats- und National-Interesse, 1817
- Selbstbiographie. Ein Beitrag zu den gelehrten und politischen Memoiren des vorigen und gegenwärtigen Jahrhunderts, 1833